# Солтвудский замок

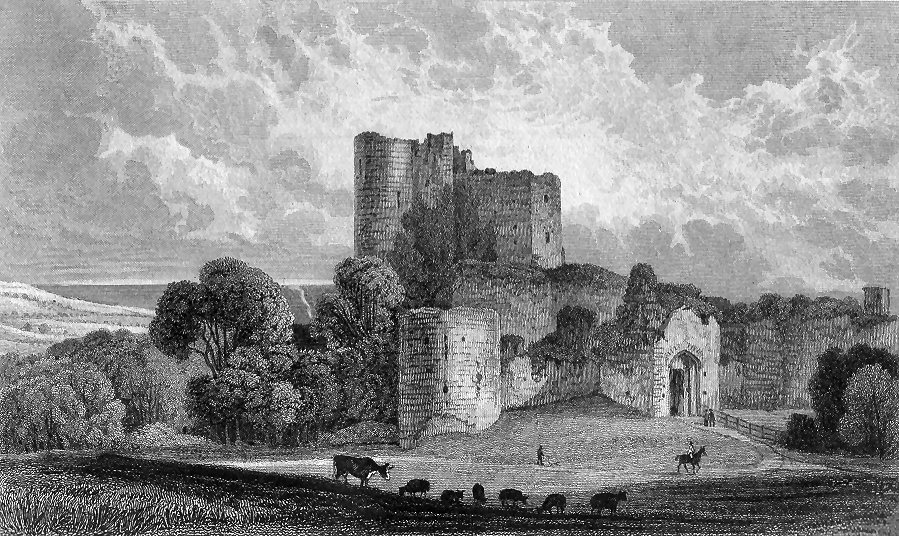
Замок в 1830 году

Солтвудский замок (англ. Saltwood Castle) — замок в местечке Солтвуд, в 2 километрах севернее города Хит, графство Кент, Англия.
Замок, вероятно, построен на месте Римского поселения, однако раскопки возле замка показали наличие предметов бронзового века.
Впервые на данной местности укрепления были построены в 488 году.
В 1026 году поселение Солтвуд вместе с замком передано архиепископу Кентерберийскому. После норманнского завоевания замок передан одному из рыцарей Вильгельма I.
В XII веке замок начали перестраивать в норманнском стиле, работа продлилась в течение двух следующих веков.
Кентерберийский архиепископ Томас Бекет просил короля Генриха II вернуть замок под контроль архиепископства, но король отказал ему из-за напряжённых отношений между ними. Возможно, именно в Солтвудском замке четверо рыцарей спланировали убийство Томаса Бекета, состоявшееся в Кентерберийском соборе в 24 километрах от замка.
После убийства Бекета замок вновь передан под контроль архиепископства.
Сохранился документ о допросе английского реформатора Джона Уиклифа, содержавшегося в замке.
Во времена правления Генриха VIII замок был изъят из церковной собственности в пользу короны.
В результате землетрясения 1580 года замок был почти полностью разрушен. В XIX веке замок был восстановлен для использования архиепископа Кентерберийского. Надвратные помещения до сих пор используются как одна из резиденций архиепископа.
Во время Второй Мировой войны Герман Геринг отдал приказ Люфтваффе не бомбить Солтвудский замок, планируя использовать его как свою резиденцию в захваченной Британии.
В 1955 году замок приобретён Кеннетом Кларком, его сын Алан Кларк впоследствии жил там. Солтвудский замок до сих пор остаётся в собственности семьи Кларков.